# Ara tricolor
Ara tricolor (Ara tricolor) este o specie dispărută de ara originară din Cuba și din Isla de la Juventud, aflată în apropiere. A dispărut la sfârșitul secolului al XIX-lea. Relația sa cu alți ara din genul său a fost mult timp incertă, dar s-a crezut că a fost înrudit îndeaproape cu ara roșu, cu care se aseamănă. Este posibil să fi fost strâns înrudit, sau identic, cu ipoteticul ara roșu jamaican. Un studiu ADN din 2018 a constatat că era specia soră a două specii roșii și a două specii verzi de ara existente.

## Taxonomie
Primii exploratori ai Cubei, precum Cristofor Columb și Diego Álvarez Chanca, au menționat papagalii din Cuba în scrierile din secolele al XV-lea și al XVI-lea. Ara tricolor a fost descris și ilustrat în mai multe relatări timpurii despre insulă. În 1811, naturalistul german Johann Matthäus Bechstein a denumit științific specia Psittacus tricolor. Descrierea lui Bechstein s-a bazat pe înregistrarea păsării în cartea Histoire Naturelle des Perroquets a naturalistului francez François Le Vaillant din 1801. Descrierea lui Le Vaillant se baza parțial pe lucrarea Planches Enuminées de la sfârșitul secolului al XVIII-lea a naturaliștilor francezi Contele de Buffon și Edme-Louis Daubenton, precum și pe un specimen din Paris; întrucât nu se știe despre ce specimen este vorba, specia nu are un holotip. Pictura originală în acuarelă a ilustratorului francez Jacques Barraband, care a stat la baza planșei din cartea lui Le Vaillant, diferă de ilustrația finală prin faptul că prezintă penele acoperitoare ale aripii inferioare (zona „umerilor”) de culoare roșu aprins.

## Extincție

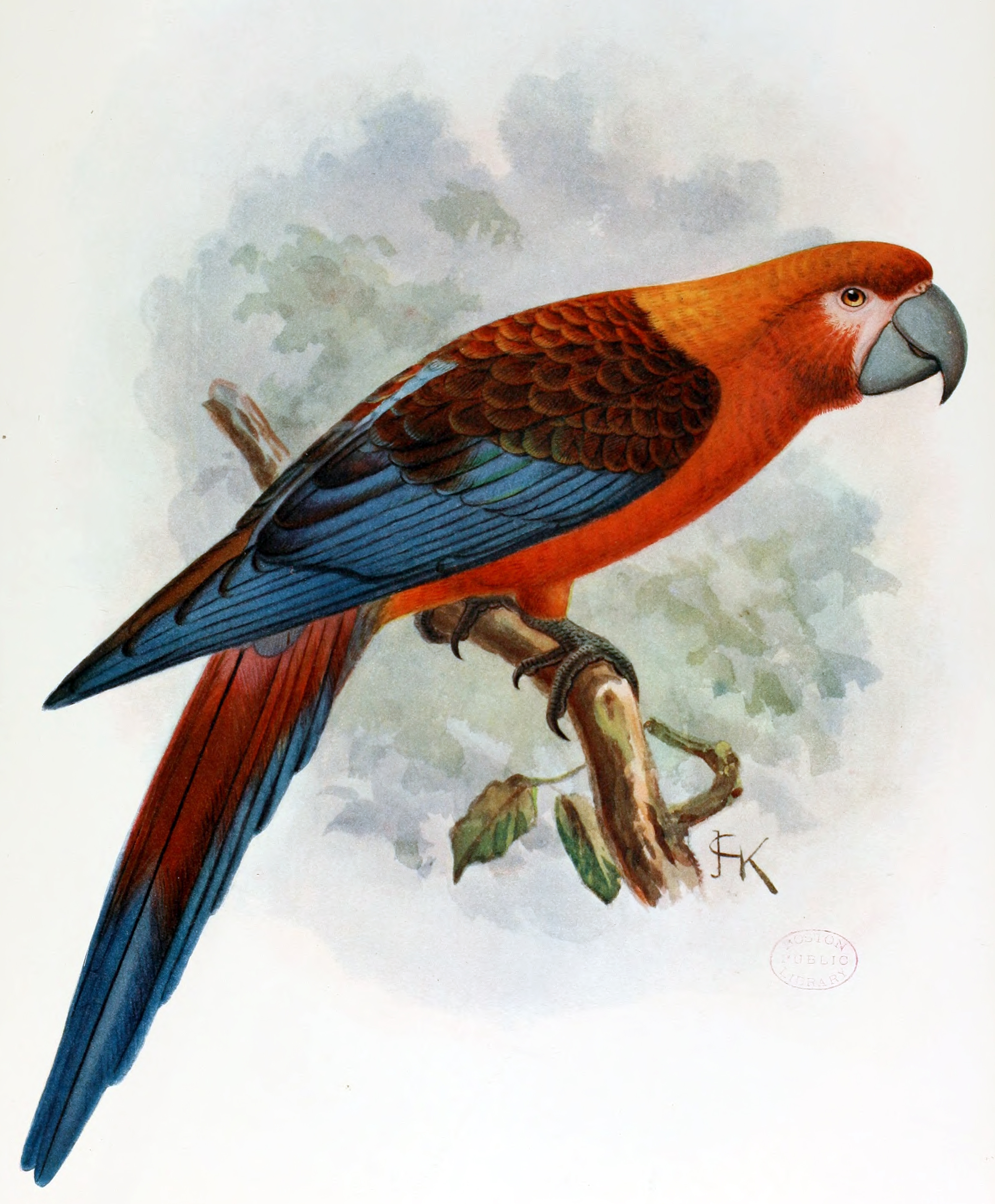
Ilustrație John Gerrard Keulemans din Extinct Birds, 1907

Papagalii erau vânați, ținuți ca animale de companie și comercializați de nativii americani din Caraibe înainte de sosirea europenilor. Era ușor de prins și ucis pentru hrană. Călătorul italian Gemelli Careri a găsit carnea gustoasă, însă naturalistul cubanez Juan Gundlach a considerat-o dură. Dovezile arheologice sugerează că ara tricolor a fost vânat în Havana în secolele XVI-XVIII.
Pe lângă faptul că erau ținute ca animale de companie la nivel local, multe ara tricolor (probabil mii de exemplare) erau comercializate și trimise în Europa. Acest comerț a fost, de asemenea, sugerat ca o cauză a extincției. Judecând după numărul de exemplare conservate care proveneau din captivitate, probabil că specia nu era rară în grădinile zoologice europene și în alte colecții. Era populară ca pasăre de colivie, în ciuda reputației sale de a deteriora obiecte cu ciocul. În plus, colecționarii capturau păsări tinere observând adulții și tăind copacii în care cuibăreau, deși uneori puii erau uciși accidental. Această practică a redus numărul populației și a distrus selectiv habitatul de reproducere al speciei. Acest mod de colectare continuă și astăzi în cazul Psittacara euops și al Amazona leucocephala.
Data dispariției ara tricolore este incertă. Ultimele relatări fiabile sunt observațiile lui Gundlach în mlaștina Zapata în anii 1850 și raportul de mâna a doua al lui Zappey privind o pereche pe Isla de la Juventud în 1864. În 1886, Gundlach a raportat că el credea că păsările persistă în sudul Cubei, ceea ce l-a determinat pe Greenway să sugereze că specia a supraviețuit până în 1885. Papagalii sunt adesea printre primele specii care sunt exterminate dintr-o anumită localitate, în special din insule.
Potrivit scriitorului britanic Errol Fuller, se zvonește că avicultoriștii ar fi crescut păsări cu aspect similar cu ara tricolor. Cu toate acestea, aceste păsări ar fi de dimensiuni mai mari decât ara tricolor, fiind crescute din specii mai mari de ara.